# 伪装关公蟹
伪装关公蟹（学名：Dorippe facchino）为关公蟹科关公蟹属的动物。分布于印度、伊朗湾以及中国大陆的广西、广东、福建等地，生活环境为海水，常见于水深15-100米的沙质浅海底。其生存的海拔范围为-100至-15米。